# Lark Harbour
Lark Harbour est une municipalité, située sur l'Île de Terre-Neuve, dans la province de Terre-Neuve-et-Labrador, au Canada. 

### Notes et références

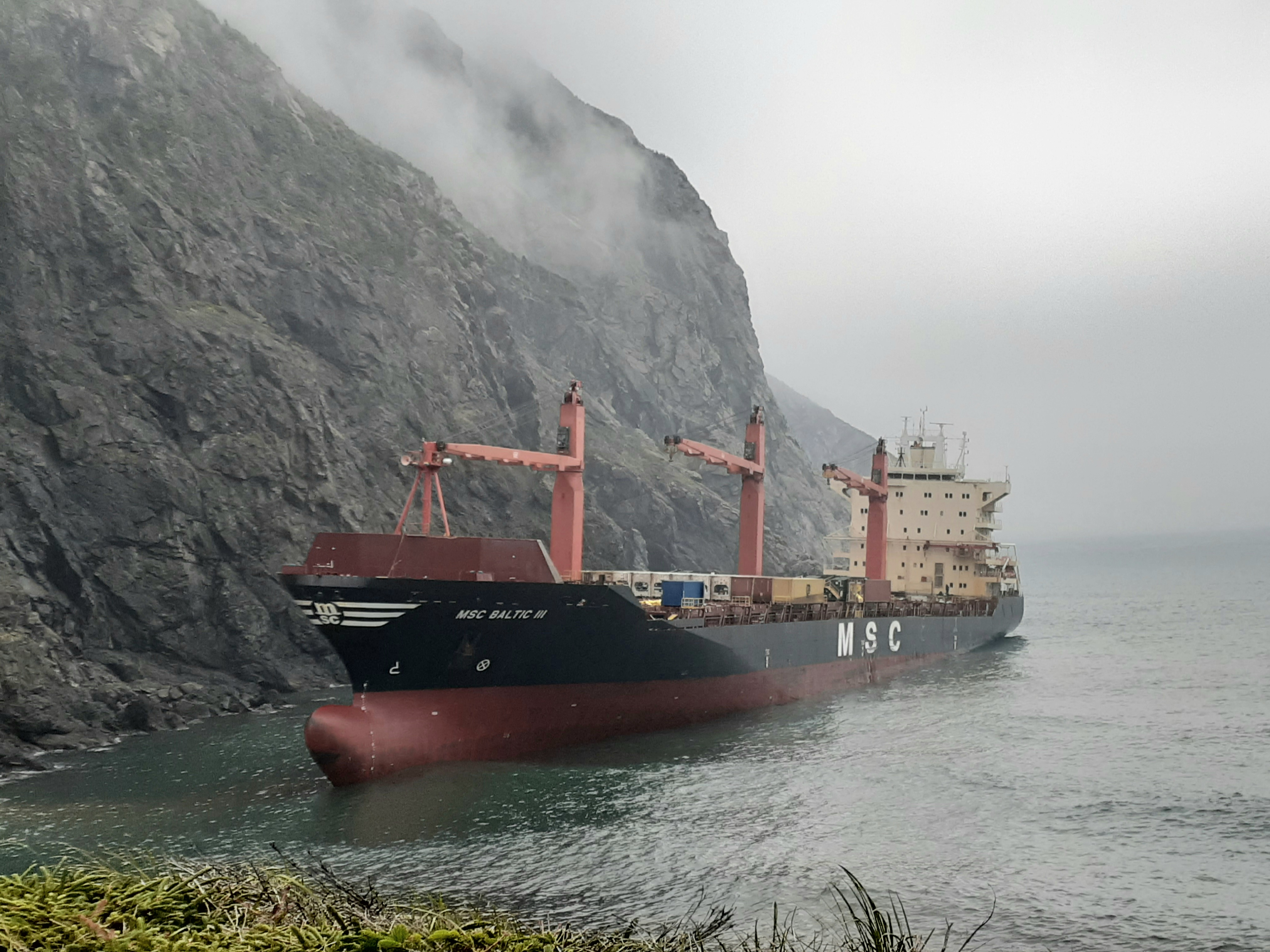
The MSC Baltic III, ran aground in mid-February 2025 in Cedar Cove, located near Lark Harbour